# Дулафиды
Дулафиды (перс. دلفیان‎) — арабская династия эмиров, правившая в Хамадане (Иран) с начала IX века по 897 год. Основатель династии — Абу Дулаф аль-Иджли (825 — около 840) был наместником аббасидского халифа ал-Мамуна (813—817). Ему наследовали в этой должности сын и внуки, правившие фактически как независимые правители. Один из них, Умар, около 894 года присоединил к своим землям Исфахан и Нехавенд. Но в 898 году при сильном халифе ал-Мутадиде Дулафиды были смещены и заменены другими наместниками.

## Династия Дулафидов
- 825 — около 840 года ал-Касим б. Иса ал-Иджли, Абу Дулаф, правитель Джибала.
- около 840—874 годов Абд ал-Азиз б. Аби Дулаф.
- 874—879 годы Дулаф б. Абд ал-Азиз.
- 879—893 годы Ахмад б. Абд ал-Азиз.
- 893—896 годы Умар б. Абд ал-Азиз.
- 896—897 годы ал-Харис б. Абд ал-Азиз.